# Gaby Herbstein
Gaby Herbstein (Buenos Aires, 3 mei 1969) is een Argentijns beeldend kunstenaar en fotografe. Haar werk is gepubliceerd in tijdschriften, boeken, blogs en tentoonstellingen in Latijns-Amerika, de Verenigde Staten, Rusland, China en Japan. In Nederland is zij bekend geworden vanwege haar deelname als jurylid aan het programma Het perfecte plaatje in Argentinië.

## Leven en werk
In haar jeugd wilde ze graag egyptoloog worden, maar gezien de beperkte mogelijkheid om een dergelijke studie in Argentinië te volgen, koos ze ervoor om toerisme te gaan studeren. Tijdens haar studie ging ze met een vriend mee naar een cursus fotografie en raakte meteen verknocht aan het vak. Nog voordat ze haar professionele opleiding had afgerond, begon ze te werken als fotograaf voor grote modebladen in Latijns-Amerika.

### Artistieke projecten
Haar eerste eigen tentoonstelling vond in 1990 plaats in een nachtclub in Buenos Aires en sindsdien exposeert ze haar werk jaarlijks in Argentinië en in het buitenland. Herbstein ontwikkelt en exposeert regelmatig persoonlijke projecten die te maken hebben met sociale en milieukwesties.

### Mode en reclame
Herbstein heeft voor een aantal merken meegewerkt aan reclamecampagnes.

### Onderscheidingen en erkenningen
2017SRI SRI Award 2017 Nomination to the outstanding woman in art
CILSA Social Commitment Award
Winnaar van de Latin American Photography and Illustration (2017) Contest voor La Diablada (Dance of the Demons)
Prijs voor creatieve vrouwen 2017 uitgereikt door de Circle of Creative Women and the University of Palermo
2016Winnaar van Latin American Photography and Illustration (2016), Phi, from "Divina Belleza"
2015: Silver Medal, Books - Fine Art, Prix de la Photographie. Parijs
Gold Medal, Fine Art (People), Concept and Photography, Prix de la Photographie. Parijs
2011Clover Prize, Swarovski. Buenos Aires
2009First Prize for Best Book of the Year to “Aves del Paraíso”, Cámara Argentina de Publicaciones. Buenos Aires
2002Fundación Huésped Award, Buenos Aires